# Let's Go! (森高千里の曲)
「Let's Go!」（レッツ・ゴー!）は、1997年2月25日に森高千里が発表した楽曲、及び31枚目のシングル。CDコードはEPDA-38。
カップリングの「Let's Go!(ll)」と共に「ローソンへ行かなくちゃ」TVCMテーマソング。ローソン店内でもよく流れていたが、CDのセールスとしては今一つに終わった。CMにはつぶやきシローと中山エミリが出演していた。
『PEACHBERRY』にも収録されている。
ローソンのCMで共演していた細野晴臣がプロデュースした「ミラクルウーマン」が収録されたシングルレコード版が存在する。こちらはインディーズレーベル扱いとなっており、型番はSLS-002。

## 収録曲
1. Let's Go!（作詞：森高千里／作曲：伊秩弘将）
2. Let's Go!(ll)
3. ボーッとしてみよう(Sweet Baby Version) （作詞・作曲：森高千里）
4. Let's Go!（オリジナル・カラオケ）

## 収録曲（EP盤）
- A面

1. Let's Go!（作詞：森高千里／作曲：伊秩弘将）
2. 見たとおりよ私（Noisy Instrumental）（作曲：森高千里）

- B面

1. ミラクルウーマン（Miracle master mix）（作詞：森高千里／作曲：細野晴臣）
2. パッパッパヤ（Smoosy）（作曲：森高千里）

## 演奏

### Let's Go!
- 森高千里　ドラムス、コーラス
- 高橋諭一　アコースティックギター、キーボード
- 橋本慎 　アコースティックピアノ、エレクトリックピアノ、キーボード
- 瀬戸由紀男　エレキギター、ベース、ウィンドチャイム、パーカッション

### ボーッとしてみよう(Sweet Baby Version)
- 森高千里　ドラムス
- 高橋諭一　アコースティックギター、キーボード
- 橋本慎 　アコースティックピアノ
- 瀬戸由紀男　エレキギター、ベース、ウィンドチャイム

### 見たとおりよ私（Noisy Instrumental）
- 森高千里　ドラムス、アコースティックピアノ、カリンバ
- 高橋諭一　キーボード
- 橋本慎　ローズ・ピアノ、シンセサイザー、カリンバ
- 瀬戸由紀男　ベース、ジャンベ、ディジュリドゥ

### ミラクルウーマン（Miracle master mix）
- 森高千里　ドラムス
- 細野晴臣　プログラミング、キーボード

### パッパッパヤ（Smoosy）
- 森高千里　ドラムス、コーラス、ピアニカ
- 高橋諭一　アコースティックギター、キーボード
- 橋本慎　ローズ・ピアノ、クラリネット、シンセサイザー
- 瀬戸由紀男　エレキギター